# Musix GNU+Linux
Musix GNU+Linux és una distribució de programari lliure, no comercial. El seu objectiu és crear una eina completament lliure, per artistes i usuàris interessats en el món de la producció musical.
Funciona com a CD Viu (Live CD) i inclou 1300 paquets de programari que poden instal·lar-se a l'ordinador, entre ells el secuenciador Rosegarden, el masteritzador Jamin i l'editor Audacity.
Aquesta distribució està emmagatzemada al ftp de la Free Software Foundation.